# Acuífero del valle de Amblés
El acuífero del valle de Amblés es un acuífero de dos niveles, situado en la provincia de Ávila (comunidad autónoma de Castilla y León, España), que suministra agua para los regadíos del Valle y en ocasiones a las poblaciones del mismo.

## Características

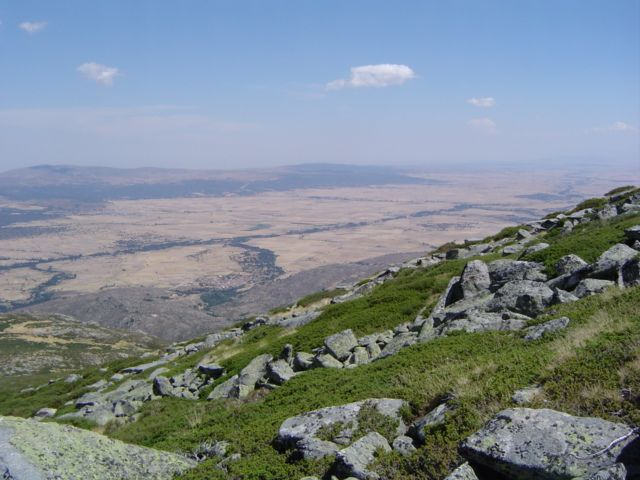
Valle de Amblés, visto desde La Serrota.

A principios de 2006 había 464 expedientes de extracción concedidos de los cuales 383 estaban destinados al riego para cubrir 2179 hectáreas pudiendo extraer un volumen total de 1 343,2 litros por segundo.
El acuífero está compuesto por dos estratos: uno cuaternario construido por arenas o lodos con un potencial entre 3 y 10 metros y el segundo es tereciario constituido en distintas arcosas envueltas en una masa arcillosa. La altura total del acuífero varía entre los 600 metros de Ávila y los 1 000 de El Fresno.
Todo el acuífero descansa sobre un basamento impremeable granítico y metamórfico.
Según la Confederación Hidrográfica del Duero no se sabe si el acuífero es confinado o semiconfinado como tampoco se tienen estudios recientes y fiables sobre el índice de carga y recarga.

## Controversia
El estado del acuífero y la sobreexplotación de sus aguas ha sido muy discutido. Diferentes asociaciones como PLADEVA denunciaron en 2005 la sobreexplotación de las reservas hídricas, lo que produce, entre otros efectos, la contaminación de su agua por la excesiva presencia de arsénico. Por su parte la Subdelegación del Gobierno manifestó ante las radios locales que el acuífero no estaba sobreexplotado.
Sin embargo, al año siguiente el Colectivo Cantueso manifestó que tras ocho cartas y nueve meses la Confederación había respondido, entre otras cuestiones, que desconocía la capacidad de recarga de dicho acuífero.